# Naked
Naked – ósmy i zarazem ostatni album studyjny postpunkowego amerykańskiego zespołu Talking Heads, wydany 3 kwietnia 1988.

## Lista utworów
- 1. "Blind" – 4:58
- 2. "Mr. Jones" – 4:18
- 3. "Totally Nude" – 4:10
- 4. "Ruby Dear" – 3:48
- 5. "(Nothing But) Flowers" – 5:31
- 6. "The Democratic Circus" – 5:01
- 7. "The Facts of Life" – 6:25
- 8. "Mommy Daddy You and I" – 3:58
- 9. "Big Daddy" – 5:37
- 10. "Bill" – 3:21
- 11. "Cool Water" – 5:10